# Cabuya (Herrera)
Cabuya es un corrigimiento del distrito de Parita, en la Provincia de Herrera, en la República de Panamá. Este corregimiento tiene una población 1.092 habitantes. Posee una superficie de 59,5 con una densidad de 18,25 habitantes por km².
Los límites de este corregimiento son: al norte con el corregimiento de Potuga, al sur con los corregimientos de Los Castillos y Llano de la Cruz, al oeste con el corregimiento de Llano Grande del distrito de Ocú y al este con los corregimientos de Potuga y Portobelillo.
Este corregimiento está conformado por los regimientos de El Pedernal, Potuguilla, Los Higos, La Barrera.
Este topónimo parece no encontrar ninguna oposición de los expertos. El nombre de Cabuya proviene de la fibra textil con ese nombre. La abundancia de esta fibra en ese sector provocó para que la gente dijeran indistintamente: “vamos a busca’ cabuya”, “allá donde está el monte de cabuya”.